# سعادة الدجاني
سعادة فوزي خليل كمال الدجاني (؟ - ) هي حقوقية وقاضية فلسطينية، تعتبر أول أمرأة محامية ووكيلة نيابة وقاضية ومستشارة في فلسطين، وهي ابن المحامي فوزي الدجاني.

## حياتها
ولدت سعادة الدجاني في غزة، بعد إن نزحت عائلتها من القدس، تلقت تعليمها في مدينة غزة، ثم التحقت بجامعة عين شمس في القاهرة، وحصلت على إجازة جامعية في الحقوق عام 1967، غرس والدها، فوزي، في وجدانها حب الوطن والعدالة، حتى عُيّنت كأول وكيلة للنائب العام عام 1971، بعدها شغلت منصب قاضية صلح عام 1973، وبقيت في هذا المنصب حتى عام 1987، ثم عُيّنت بقرار رئاسي في المحكمة العليا المركزية عام 1995، لتصبح أول امرأة تشغل هذا المنصب.

## مسيرتها الوظيفية
سلكت سعادة الدجاني مشوار طويل في السلك القضائي، وتقول انها وصلت إلى ما هي عليه، كان بالتدرج الوظيفي ولم يأتي ذلك فجأة كمستشارة أو كقاضية. ووصفت عملها بأنه «عمل عظيم وذو أهمية كبيرة مع قبول المجتمع لي والترحاب بي كقاضية طالما أني أمارس مهنتي بإخلاص وحياد» مشيرة بذلك إلى أن «القاضي سواء كان رجلاً أم امرأة يتوجب عليه النفاذ إلى أعماق مجتمعه ليتحسس مشاعره ومعاناته بهدف تطبيق القوانين وإرساء مبادئ العدالة والمساواة.» وقالت في لقاء لها مع لينا زهر الدين ببرنامج "العد العكسي"، الذي يسلط الضوء على إبداعات النساء الغزيات، بأن «القضاء كان كالشعلة كل من يقترب منه يحترق.»